# Cosmarium tatricum
Cosmarium tatricum là một loài Song tinh tảo trong họ Desmidiaceae, thuộc chi Cosmarium.